# Лиссабонские львы

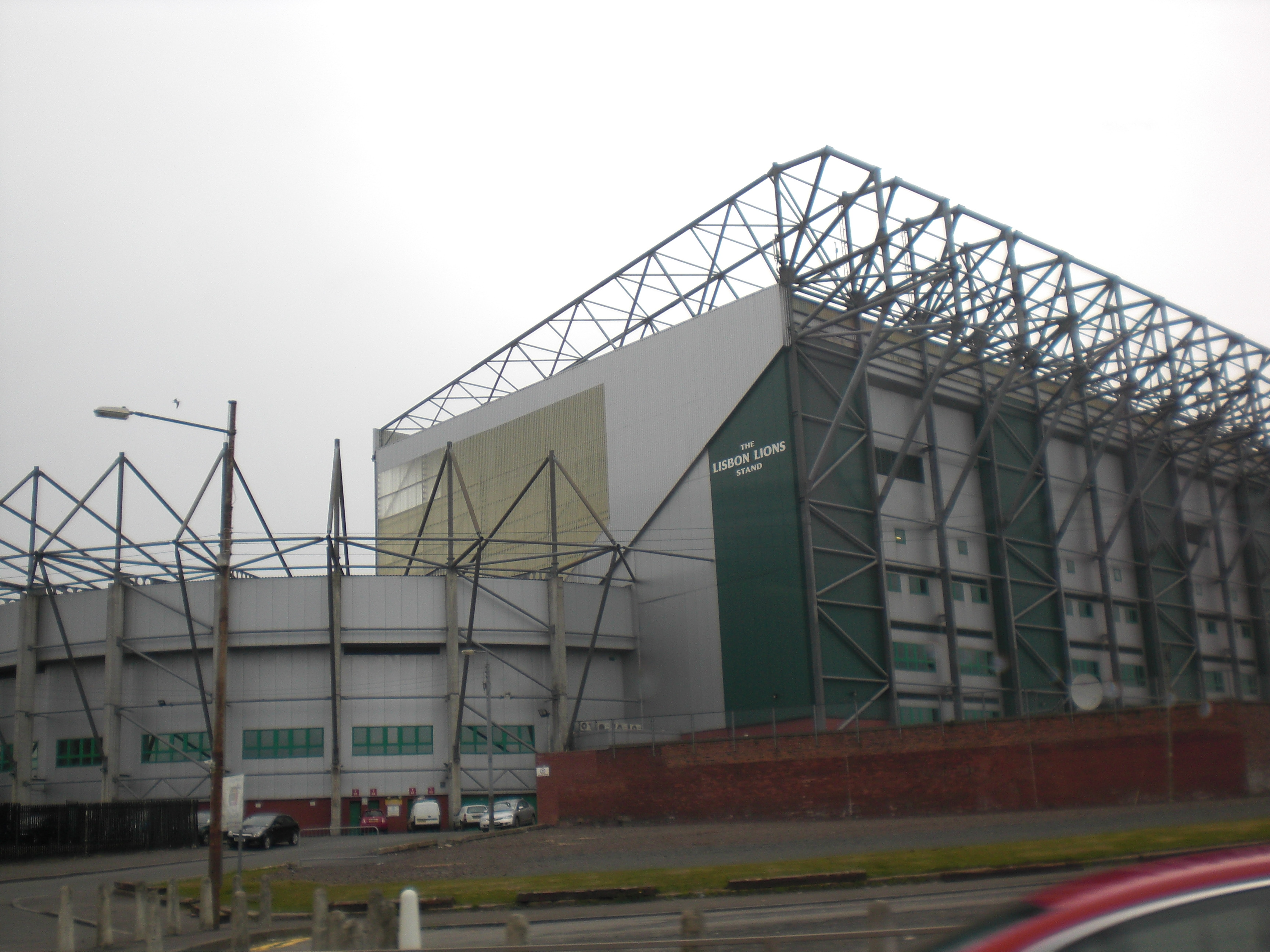
Трибуна «Лиссабонских львов» стадиона «Селтик Парк»

«Лиссабо́нские львы» (англ. The Lisbon Lions) — прозвище команды шотландского клуба «Селтик», ставшей обладателем Кубка европейских чемпионов сезона 1966/67. В финальном поединке турнира «кельты» на Национальном стадионе в португальском городе Лиссабон переиграли своих оппонентов из итальянского «Интернационале» со счётом 2:1.
14 из 15 членов этой команды «Селтика» родились не далее чем за 10 миль от домашней арены «кельтов» — стадиона «Селтик Парк». Тактику «бело-зелёных» в финальном матче журналисты назвали обратной стилю «катеначчо», который «исповедовал» «Интернационале». Позднее форвард «Селтика» Джимми Джонстон сравнил игру своей команды с «тотальным футболом» нидерландского «Аякса», появившимся несколько позднее.
Матч для «кельтов» начался неважно — после того, как в своей штрафной площади защитник глазговцев Джим Крейг сбил форварда «нерадзури» Ренато Каппеллини, Сандро Маццола уверенно реализовал пенальти. Случилось это на седьмой минуте встречи. Забив гол, итальянцы перешли на свою излюбленную оборонительную тактику — до конца матча миланцы не подали ни одного углового удара и нанесли всего лишь два удара по воротам голкипера «Селтика» Ронни Симпсона. «Кельты» же, наоборот, играли в остроатакующий футбол. Два удара глазговцев угодили в перекладину ворот «Интернационале», 13 других были парированы вратарём «нерадзури» Джулиано Сарти, ещё семь блокировали футболисты итальянского клуба и, наконец, 19 ударов были неточными. Таким образом, всего за матч игроки «Селтика» нанесли по воротам «чёрно-синих» 41 удар. Два из них привели к забитым мячам — на 63-й минуте встречи Томми Геммелл сравнял счёт, а за шесть минут до окончания поединка Стиви Чалмерс принёс победу своей команде.
«Селтик» стал первым британским клубом, выигравшим Кубок европейских чемпионов, и поныне остаётся единственным шотландским коллективом, достигшим финального поединка главного клубного турнира Старого Света. Также «кельтам» удалось выйти в финал Кубка европейских чемпионов через три года, однако тогда они были биты в дополнительное время нидерландским «Фейеноордом».

## Матчи «Селтика» в розыгрыше Кубка европейских чемпионов сезона 1966/67
| Кубок европейских чемпионов 1966/1967 | Кубок европейских чемпионов 1966/1967 | Кубок европейских чемпионов 1966/1967 | Кубок европейских чемпионов 1966/1967 | Кубок европейских чемпионов 1966/1967 | Кубок европейских чемпионов 1966/1967 | Кубок европейских чемпионов 1966/1967 |
| Дата                                  | Место                                 | Оппонент                              | Счёт                                  | Раунд                                 | Голы «Селтика»                        |                                       |
| ------------------------------------- | ------------------------------------- | ------------------------------------- | ------------------------------------- | ------------------------------------- | ------------------------------------- | ------------------------------------- |
| 28 сентября 1966                      | «Селтик Парк», Глазго                 | Цюрих                                 | 2:0                                   | Первый раунд, 1-й матч                | Геммелл, Макбрайд                     |                                       |
| 5 октября 1966                        | «Летцигрунд», Цюрих                   | Цюрих                                 | 3:0                                   | Первый раунд, 2-й матч                | Геммелл (2), Чалмерс                  |                                       |
| 30 ноября 1966                        | «Марсель Сопин», Нант                 | Нант                                  | 3:1                                   | Второй раунд, 1-й матч                | Макбрайд, Леннокс, Чалмерс            |                                       |
| 7 декабря 1966                        | «Селтик Парк», Глазго                 | Нант                                  | 3:1                                   | Второй раунд, 2-й матч                | Джонстон, Чалмерс, Леннокс            |                                       |
| 1 марта 1967                          | «Воеводина», Нови-Сад                 | Воеводина                             | 0:1                                   | Четвертьфинал, 1-й матч               | —                                     |                                       |
| 8 марта 1967                          | «Селтик Парк», Глазго                 | Воеводина                             | 2:0                                   | Четвертьфинал, 2-й матч               | Чалмерс, Макнилл                      |                                       |
| 12 апреля 1967                        | «Селтик Парк», Глазго                 | Дукла (Прага)                         | 3:1                                   | Полуфинал, 1-й матч                   | Джонстон, Уоллес (2)                  |                                       |
| 25 апреля 1967                        | «Юлиска», Прага                       | Дукла (Прага)                         | 0:0                                   | Полуфинал, 2-й матч                   | —                                     |                                       |
| 25 мая 1967                           | Национальный стадион, Лиссабон        | Интернационале                        | 2:1                                   | Финал                                 | Геммелл, Чалмерс                      |                                       |

## Состав «Селтика» на финальный матч 25 мая 1967 года
1. Ронни Симпсон (Вратарь)
2. Джим Крейг (Правый защитник)
3. Томми Геммелл (Левый защитник)
4. Бобби Мердок (Правый инсайд)
5. Билли Макнилл (Центральный защитник, капитан)
6. Джон Кларк (Центральный защитник)
7. Джимми Джонстон (Правый вингер)
8. Вилли Уоллес (Центрфорвард)
9. Стиви Чалмерс (Центрфорвард)
10. Берти Олд (Левый инсайд)
11. Бобби Леннокс (Левый вингер)
12. Джон Фаллон (Вратарь, на поле не выходил)

- Джок Стейн (Главный тренер)
- Шон Фаллон (Ассистент главного тренера)
- Нил Мохан (Тренер)

Примечания:
- По футбольным правилам, действовавшим в то время, была разрешена лишь одна-единственная замена — вратаря.

## Состав «Селтика» в сезоне 1966/67
| \| № \| \| Позиция \| Имя \| \| \| -- \| \| ------- \| ----------------------- \| \| \| 1 \| \| Вр \| Ронни Симпсон \| \| \| 2 \| \| Защ \| Джим Крейг \| \| \| 3 \| \| Защ \| Томми Геммелл \| \| \| 4 \| \| ПЗ \| Бобби Мердок \| \| \| 5 \| \| Защ \| Билли Макнилл (капитан) \| \| \| 6 \| \| Защ \| Джон Кларк \| \| \| 7 \| \| Нап \| Джимми Джонстон \| \| \| 8 \| \| Нап \| Вилли Уоллес \| \| \| 9 \| \| Нап \| Стиви Чалмерс \| \| \| 10 \| \| ПЗ \| Берти Олд \| \| \| 11 \| \| Нап \| Бобби Леннокс \| \| \| 12 \| \| Вр \| Джон Фаллон \| \| \| — \| \| Нап \| Джон Хьюз \| \| \| — \| \| Нап \| Джо Макбрайд \| \| \| — \| \| ПЗ \| Вилли О’Нилл \| \| \| — \| \| ПЗ \| Чарли Галлахер \| \| \| — \| \| Защ \| Джим Броган \| \| |                |         |                         |  |
| № |                | Позиция | Имя                     |  |
| 1 | Флаг Шотландии | Вр      | Ронни Симпсон           |  |
| 2 | Флаг Шотландии | Защ     | Джим Крейг              |  |
| 3 | Флаг Шотландии | Защ     | Томми Геммелл           |  |
| 4 | Флаг Шотландии | ПЗ      | Бобби Мердок            |  |
| 5 | Флаг Шотландии | Защ     | Билли Макнилл (капитан) |  |
| 6 | Флаг Шотландии | Защ     | Джон Кларк              |  |
| 7 | Флаг Шотландии | Нап     | Джимми Джонстон         |  |
| 8 | Флаг Шотландии | Нап     | Вилли Уоллес            |  |
| 9 | Флаг Шотландии | Нап     | Стиви Чалмерс           |  |
| 10 | Флаг Шотландии | ПЗ      | Берти Олд               |  |
| 11 | Флаг Шотландии | Нап     | Бобби Леннокс           |  |
| 12 | Флаг Шотландии | Вр      | Джон Фаллон             |  |
| — | Флаг Шотландии | Нап     | Джон Хьюз               |  |
| — | Флаг Шотландии | Нап     | Джо Макбрайд            |  |
| — | Флаг Шотландии | ПЗ      | Вилли О’Нилл            |  |
| — | Флаг Шотландии | ПЗ      | Чарли Галлахер          |  |
| — | Флаг Шотландии | Защ     | Джим Броган             |  |

## Цитаты
Джок Стейн, главный тренер «Селтика»:
Мы сделали это, играя в футбол. Чистый, красивый, изобретательный футбол.

## Лиссабонский «Спортинг»
По совпадению, лиссабонский футбольный клуб «Спортинг», играющий в аналогичных «Селтику» зелёно-белых цветах, носит прозвище «Львы» (порт. Leões).